# Президент Фінляндії
Президент Фінляндії — глава держави Фінляндія.
Пост президента Фінляндії заснований в 1919 році. Сьогодні цю посаду обіймає Александр Стубб, обраний на президентських виборах у Фінляндії 2024 року. Він з 1 березня 2024 року перейняв повноваження президента.

## Правила обрання
Правила обрання визначено конституцією, що набула чинності 1 березня 2000 року.
Президент республіки Фінляндія обирається прямим всенародним голосуванням. При нормальному ході подій, президентські вибори проходять раз на 6 років. У разі неможливості виконання обов'язків діючим президентом, новий обирається в найкоротші можливі терміни.
Президентом може стати тільки уродженець Фінляндії. Одна і та сама людина може бути обрана президентом не більше ніж на 2 послідовних терміни.
Кандидата в президенти може висунути політична партія, що отримала хоча б одне місце в парламенті на попередніх виборах, або група виборців числом не менше 20 000 чоловік.
Якщо висунутий тільки один кандидат, то він стає президентом без проведення голосування. В іншому випадку, перший тур голосування проходить у рік виборів у третю неділю січня. Якщо один із кандидатів набирає 50 % + 1 голос, то він стає президентом. Інакше, через 3 тижні призначається другий тур голосування, в якому беруть участь два кандидати, що набрали найбільшу кількість голосів у першому турі. Кандидат, що набрав найбільше число голосів у другому турі, перемагає. У разі рівності голосів, результати виборів визначаються жеребкуванням.
Новий президент вступає на посаду в перший день місяця, наступного за виборами (1 лютого або 1 березня), виголосивши урочисту промову перед парламентом.

## Список президентів Фінляндії
1. Каарло Юго Столберґ (1919—1925)
2. Лаурі Крістіан Реландер (1925—1931)
3. Пер Евінд Свінгувуд (1931—1937)
4. Кюесті Калліо (1937—1940)
5. Рісто Рюті (1940—1944)
6. Карл Густав Еміль Маннергейм (1944—1946)
7. Юго Кусті Паасиківі (1946—1956)
8. Урго Калева Кекконен (1956—1982)
9. Мауно Койвісто (1982—1994)
10. Мартті Агтісаарі (1994—2000)
11. Тар'я Галонен (2000—2012)
12. Саулі Нііністе (2012—2024)
13. Александр Стубб (з 2024 року)

## Історія
Посада президента Фінляндії була заснована Конституційним Актом 1919 року, затвердженим регентом Маннергеймом 17 липня 1919.
Перший президент був обраний у 1919 році парламентом. З 1925 по 1982 рік проходили непрямі вибори президента колегією виборців, що обиралася населенням країни. В 1988 році президентські вибори проходили за змішаною схемою: якщо жоден із кандидатів не набирав 50 % + 1 голос на прямих виборах, то президента обирала колегія вибірників. Починаючи з 1994 року проводяться прямі президентські вибори.
Мали місце кілька винятків. В 1940 та 1943 роках президент обирався колегією виборців 1937 року, оскільки Фінляндія перебувала в стані війни. В 1946 році, після відставки Маннергейма, і в 1973 році, президент обирався парламентом.
Крім того, в перші роки незалежності Фінляндією керували два регенти і виборний монарх. 18 травня 1918 року парламент Фінляндії дав свою згоду на призначення регентом спікера сенату Пера Евінда Свінгувуда. 12 грудня того ж року парламент прийняв його відставку і затвердив новим регентом Карла Маннергейма. 9 жовтня 1918 парламент обрав на трон Фінляндії під ім'ям Väinö I Принца і Ландграф Фрідріха Карла Гессен-Кассельского (Fredrik Kaarle у фінській транскрипції), який відрікся від трону 14 грудня того ж року, після розпаду Німеччини.

## Резиденція
У президента Фінляндії — три офіційні резиденції: президентський палац (в Гельсінкі), Култаранта (поблизу Наанталі) і Мянтініемі (Гельсінкі).

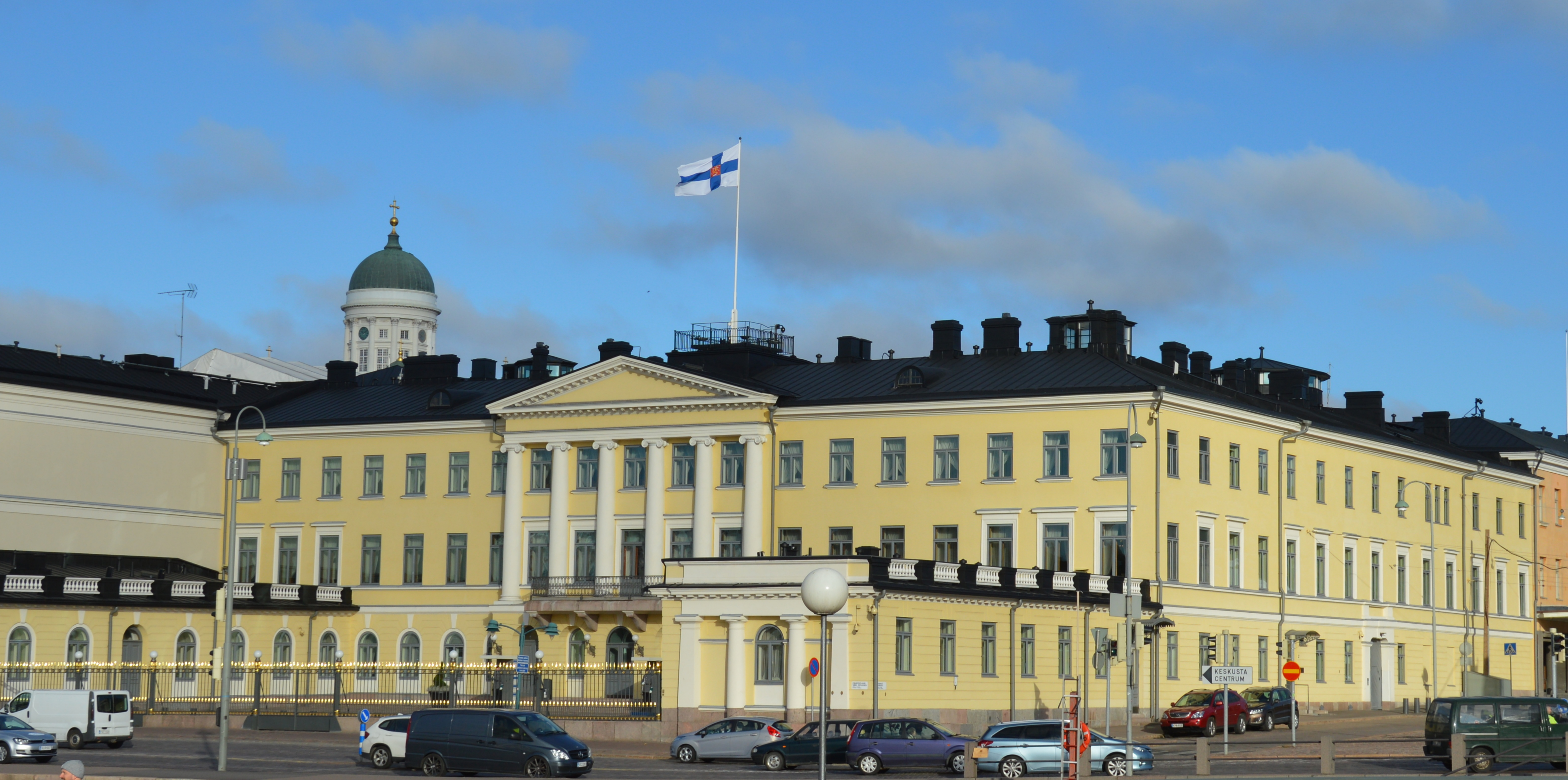
Президентський палац в м. Гельсінкі
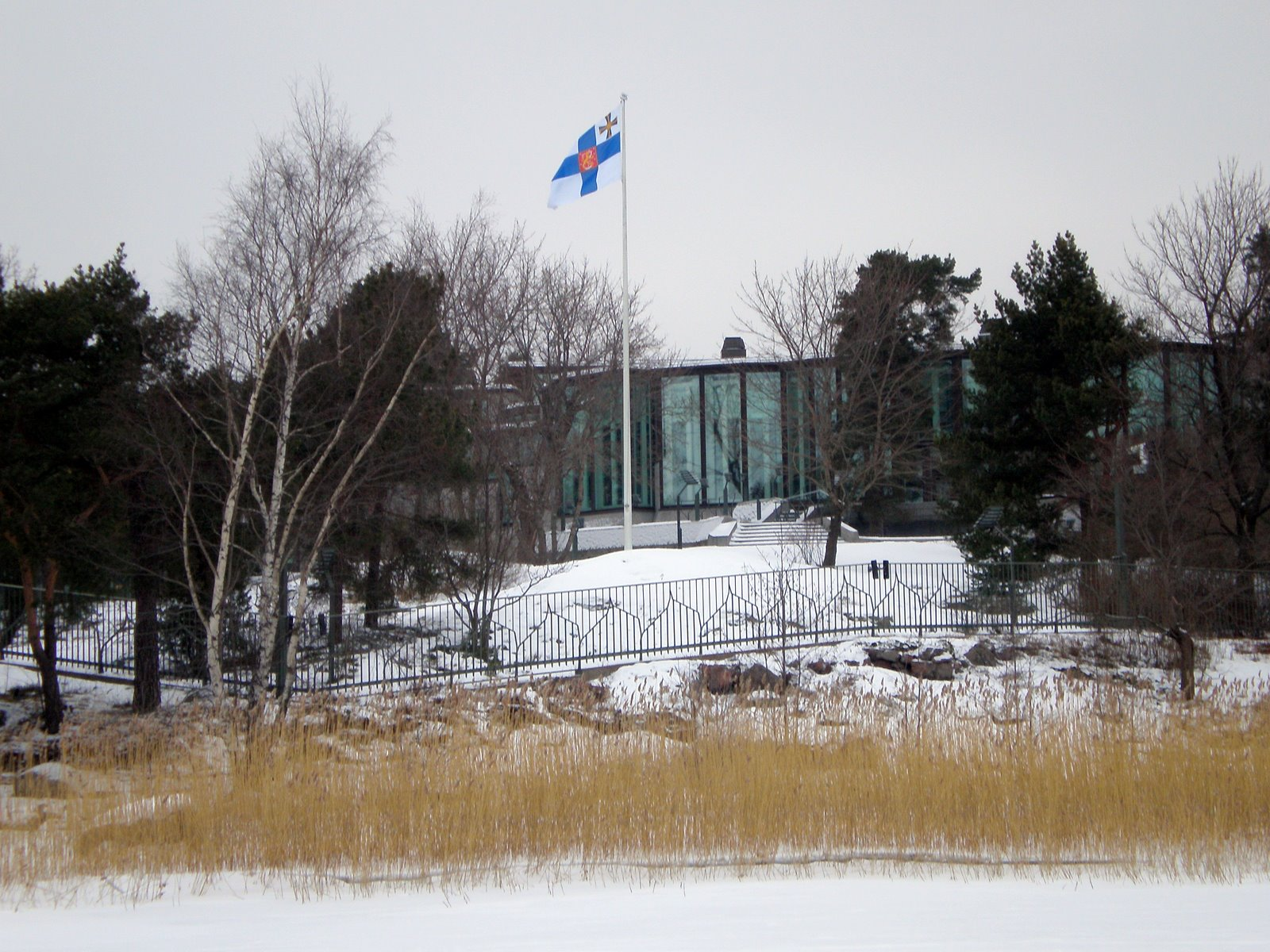
Мянтюніємі
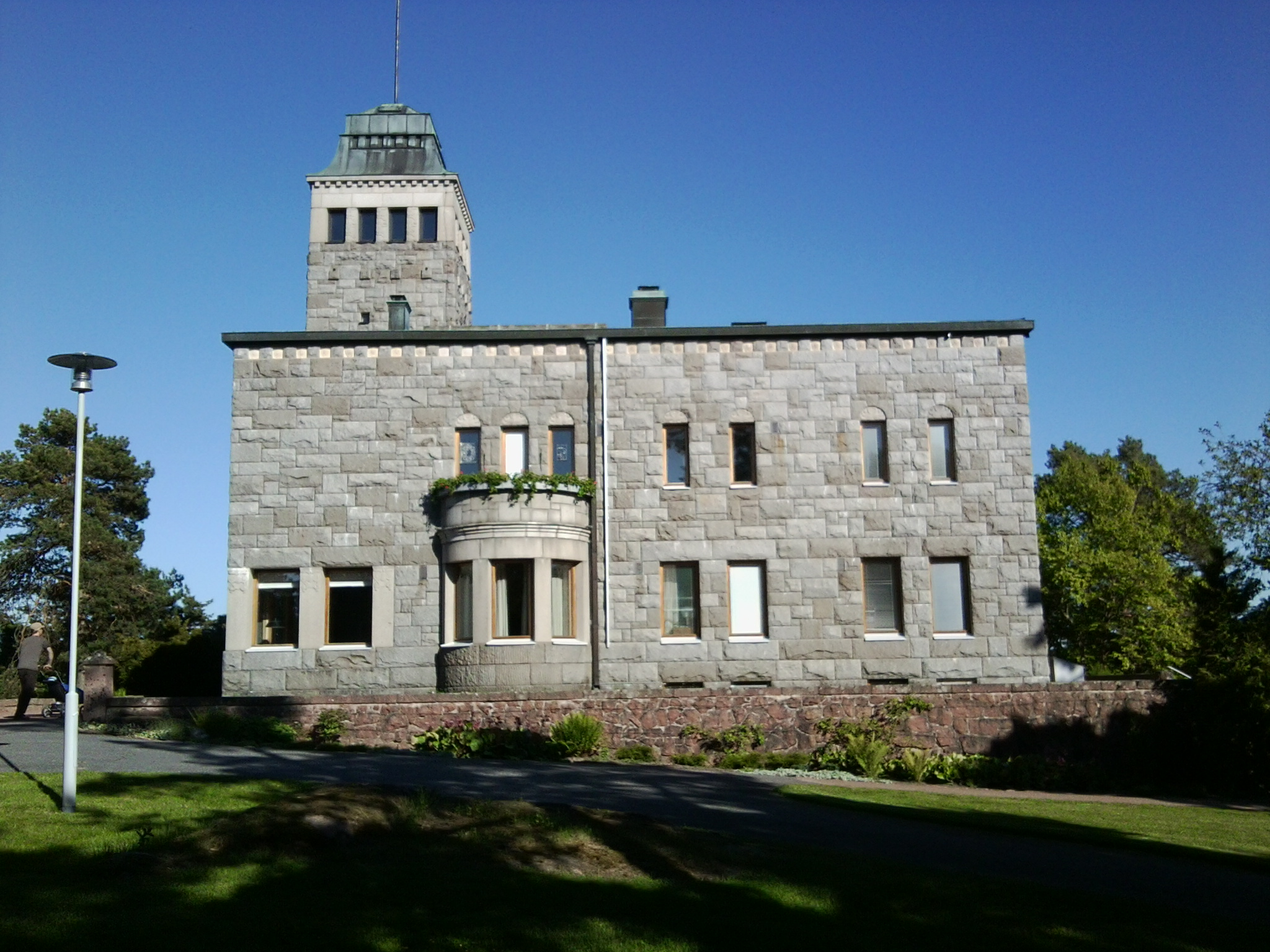
Култаранта